# Kulturní psychoanalýza
Kulturní psychoanalýza je americký psychologický směr, který navazuje na Freudovu psychoanalýzu.
Mezi jeho hlavní představitele patří Erich Fromm, Karen Horneyová a Harry Stack Sullivan.
Rozhodující význam v mentálním vývoji je přikládán mezilidským vztahům v dětství, společenským podmínkám a tlakům. Tento směr charakterizuje odklon od původního biologismu, namísto něho se kulturní psychoanalýza soustředí spíše na sociokulturní vlivy působící na člověka. Proto také bývá někdy označována jako humanistická psychoanalýza.